# تاريخ اليمن الحديث
يبدأ تاريخ اليمن الحديث من قيام المملكة المتوكلية اليمنية في 1918.

## التاريخ الحديث

### المملكة المتوكلية اليمنية

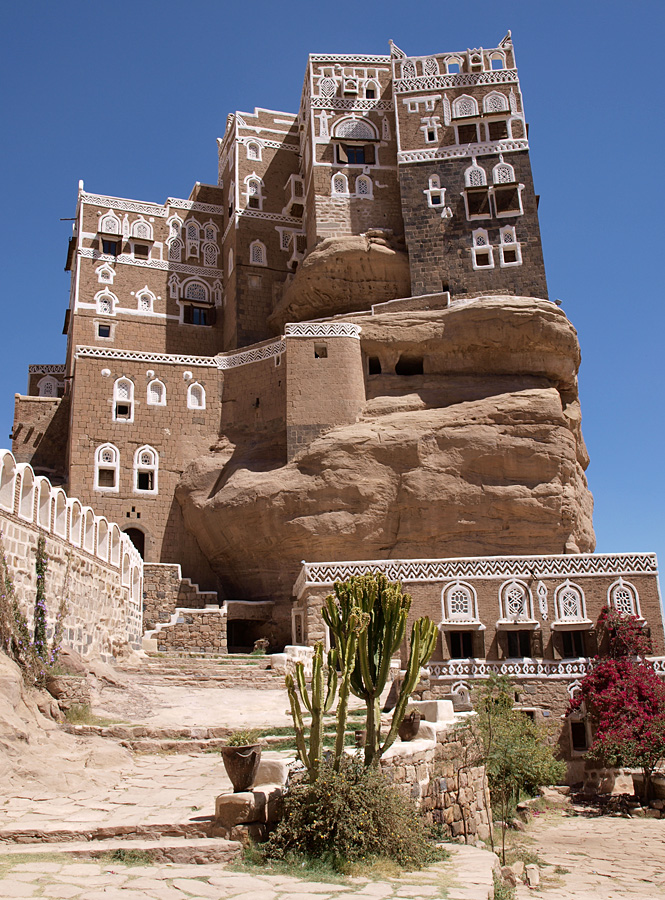
"دار الحجر" كان منزلا للإمام يحيى حميد الدين قرب صنعاء.

كان يحيى حميد الدين المتوكل إماما على الزيدية في اليمن وبخروج العثمانيين أراد الإمام توسيع نفوذه ليشمل كامل اليمن ويعيد إحياء ملك أجداده القاسميين. ولم يعترف بالمعاهدة الأنجلو العثمانية بترسيم الحدود الذي قسم اليمن لشمال وجنوب. عام 1915، وقع الأدارسة في عسير على معاهدة مع الإنجليز لقتال الأتراك وفي المقابل، تضمن لهم استقلالهم فور انتهاء الحرب العالمية الأولى. قضى الإمام يحيى حميد الدين السنين الأولى بعد خروج العثمانيين يحاول التوسع واستعادة " الدولة القاسمية". توجه الإمام جنوباً 1919 واقترب خمسون كيلومتراً من عدن بسهولة فقصف الإنجليز جيش الإمام بالقنابل واضطر للتراجع، وأسرع الإنجليز نحو الساحل التهامي وسيطروا على الحديدة ثم سلموها لحليفهم الإدريسي في عسير عام 1920، فكافئوا صديقاً بمعاقبة عدو. وأخذ الإنجليز بالتوسع وضم المشيخات المتعددة المحيطة بعدن لحمايتها، كان إجراء إحترازياً لمنع الأئمة الزيدية من إقتحام عدن أكثر من كونها رغبة منهم بضم المشيخات الصغيرة للإمبراطورية.
هاجم الإمام يحيى حميد الدين الحديدة بقوة من القبائل في المرتفعات غالبهم من حاشد. عدد من الأضرحة الصوفية لمن اعتبرهم سكان تهامة أولياءاً صالحين، سويت بالأرض بأمر من الإمام الزيدي. ثم توجه نحو صبيا وحاصر الإدريسي واقتحمت قوات الإمام جيزان وعسير ونجران عام 1926 عرض الإدريسي على الإمام يحيى الاتحاد وإنهاء النزاع شريطة إعتراف الإمام به وبأسرته حكاماً على عسير، رفض الإمام يحيى العرض وأصر على إخراج الأدارسة من اليمن لدرجة أنه شبههم بالإنجليز في جنوبه. توجهت قوات الإمام جنوباً للمرة الثانية وما بين 1926 ـ 1928 شنت عدة غارات على المحمية حتى قصف الإنجليز تعز وإب بالطائرات كبدت قوات الإمام خسائر فادحة. كانت الإمبراطورية الإيطالية أول من اعترف بالإمام يحيى ووصفته بملك اليمن، الإعتراف به ملكا على اليمن أقلق البريطانيين في عدن لأنه يضفي شرعية لمطالب الإمام بمحمية عدن، لإن اليمن هو اسم منطقة جغرافية في شبه الجزيرة العربية مثل إقليم البحرين والحجاز، يبدأ من شمال عسير وحتى ظفار فوصف الإمام يحيى حميد الدين بـ"ملك اليمن" يعني أنه ملك على كل هذه المنطقة ولكنه لم يكن، فغضب الإنجليز لهذا الإعتراف لأنه أضفى نوعاً من الشرعية على مساعي الإمام.

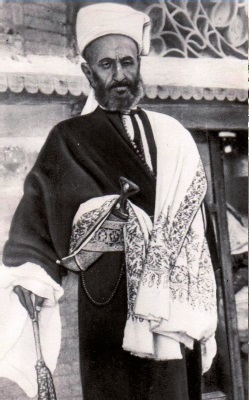
الإمام عبد الله الوزير، قائد ثورة الدستور 1948.

توجه الأدارسة إلى ابن سعود وعرضوا عليه نفس العرض الذي عرضوه للإمام يحيى عام 1927، لم يخسر الأدارسة هدية البريطانيين الحديدة فحسب بل خسروا استقلالهم كذلك وارادوا البقاء بأي وسيلة كانت حتى لو كانوا تابعين. ألح البريطانيين على ابن سعود الإستيلاء على عسير وبحلول عام 1930 نصب ابن سعود حاكماً سعودياً على المنطقة. كان من مصلحة البريطانيين اختفاء الإدريسي كلاعب مؤثر في المنطقة وإلغاء المعاهدة التي تمت بينهم عام 1915، كانت عسير دويلة حاجزة أنشأها الإنجليز أساساً ولم يكن البريطانيين مستعدين لإستيلاء الإمبراطورية الإيطالية عليها وإحتكار حق التنقيب عن النفط في جزر فرسان. قاد الأدارسة تمرداً ضد السعوديين عام 1932 والتحقوا بالإمام يحيى حميد الدين، قمعت السعودية ثورة الأدارسة عام 1933 واقتحمت قوات المملكة المتوكلية اليمنية عسير ونجران مطالبين بعودة الحكم للأدارسة ولم تثمر المفاوضات بين الطرفين. قامت الحرب السعودية اليمنية بين مارس ومايو 1934 وحاكى ابن سعود البريطانيين فلم يوجه قواته نحو المرتفعات الشمالية بل توجه مباشرة نحو الساحل التهامي. توقفت المعارك بتوقيع معاهدة الطائف التي نصت على تأجير عسير وجيزان ونجران لابن سعود على أن يتم تجديدها كل عشرين سنة قمرية. استعجل الإمام يحيى بتوقيع المعاهدة لإن ابن سعود كان يفتقر للإمكانيات اللازمة لإستمرار الحرب أصلاً، وكان يخشى تمرداً جديداً من الإخوان وتفتقر قواته للخبرة في المعارك الجبلية لذلك توجه مسرعاً نحو تهامة إذ كان بإمكان الإمام يحيى أن يفعل مثلما فعل أسلافه مع الأتراك، إستدراجه للمرتفعات الشمالية حيث القبائل القوية وتحويلها لمقبرة أخرى للغزاة وفق تعبير برنارد رايخ بروفيسور العلوم السياسية والعلاقات الدولية بجامعة جورج واشنطن المعاهدة ألبت الطبقة الثرية على الإمام يحيى، مصداقية الإمام يحيى وشرعيته كحاكم تأثرت كثيراً أمام النخب السياسية اليمنية بمن فيهم أبناء الإمام نفسه.
أسس الإمام يحيى حميد الدين حكماً ثيوقراطيا. وتبنى سياسة إنعزالية خوفاً من أن تسقط بلاده لسلطة القوى الإستعمارية المتحاربة عقب الحرب العالمية الأولى وكذلك لإبعاد المملكة عن التيارات القومية التي ظهرت في المنطقة العربية تلك الفترة. قاد الإمام عبد الله الوزير بمساعدة من بعض أفراد الأسرة المالكة وحزب الأحرار اليمنيين ماسمي بثورة الدستور عام 1948 والتي قُتل خلالها الإمام يحيى حميد الدين وأُختير عبد الله الوزير "إماماً دستورياً". شن أحمد حميد الدين ثورة مضادة وتمكن من اخماد ثورة الدستور وإعدام عبد الله الوزير ورفاقه. في عام 1955 قام المقدم العائد من العراق أحمد بن يحيى الثلايا بالإنقلاب على الإمام أحمد حميد الدين وحاصر قصره في تعز لعشرة أيام. فتوجه الأمير محمد البدر حميد الدين للمرتفعات الشمالية وجمع الأنصار وهاجمت القبائل تعز وأفشلت الإنقلاب وأُعدم أحمد يحيى الثلايا.
إنقلاب الثلايا جعل الإمام أحمد حميد الدين يعيد النظر في السياسة الإنعزالية التي تبناها والده فقام بإصلاحات صورية لسحب البساط من تحت أقدام من سماهم "بالحداثيين". لإن الإمام لم يقم دولة وطنية حيث بقي يتمتع بسلطات مطلقة لا يحدها شيء وفي الثورات المتعاقبة ضد حكمه، كان أبناء عائلته يتأمرون ضده كذلك ، حتى ابنه محمد البدر خطط لإغتياله. كان الدعم التقليدي للأئمة الزيدية يأتي من المرتفعات الشمالية دائماً ولكن قبائل المرتفعات الشمالية أكثر تعصباً ونزعة للإستقلال عن السلطات المركزية، فرغم ولائهم المذهبي للأئمة الزيدية إلا أنها كانت أشبه بدويلات صغيرة لديها أراضيها، وحلفائها وزعمائها السياسيين (المشايخ) ومصالحها الخاصة. القبائل قبلت بدور الأئمة كزعماء دينيين لا سياسيين، لذلك فإن محاولات الأئمة الزيدية لإنشاء حقل سياسي لم تكن مستدامة سواء في القرن السابع عشر خلال ماسمي بالدولة القاسمية أو المملكة المتوكلية في القرن العشرين.

### ثورة الدستور (1948)
ثورة الدستور اليمنية،  ثورة 48 قامت في 17 فبراير 1948 حين قام عدد من ضباط الجيش ومشايخ القبائل أبرزهم شيخ مشايخ قبيلة مراد المذحجية الشيخ علي بن ناصر القردعي، والذي كانت علاقته سيئة بالإمام، والضابط عبد الله الوزير، ونجل الإمام يحيى، إبراهيم حميد الدين بمحاولة انقلاب وإنشاء دستور مدني للبلاد عام 1948 قتل خلالها الإمام برصاصة من بندقية الشيخ ناصر أصابت رأسه في منطقة حزيز جنوبي صنعاء. حيث أزيح آل حميد الدين من الحكم وتولى عبد الله الوزير السلطة كإمام دستوري، لكن الانقلاب فشل بعد أن قام الإمام أحمد حميد الدين بثورة مضادة مؤيدة بأنصاره من القبائل استطاع خلالها إجهاض الثورة وإعدام الثوار وقدمت السعودية الدعم للإمام أحمد بسبب طبيعة الانقلاب الدستورية كذلك إبتعاد القيادات الإصلاحية عن عموم الشعب أدى إلى فشل الثورة، فعلاقة الإمام بالقبائل كانت أقوى كونه  أمير المؤمنين  فلم تكن هناك من مقارنة بين القوات الانقلابية والقبائل التي استجابت لدعوة الإمام أحمد 

### انقلاب 1955

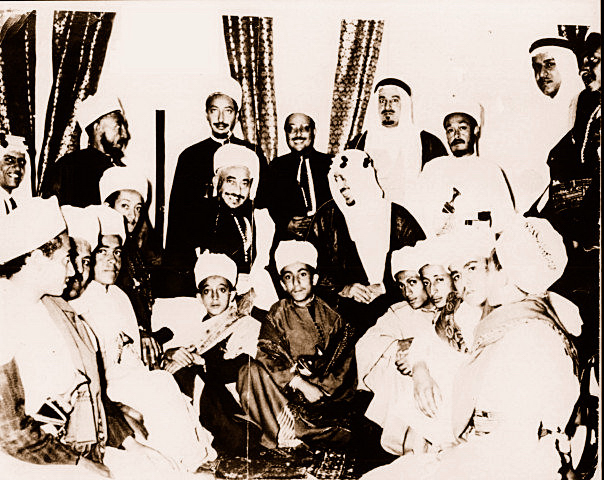
الملك سعود بن عبد العزيز والإمام أحمد بن يحيى

قام قائد جيش الإمام المقدم أحمد بن يحيى الثلايا بمحاصرة قصر الإمام في تعز. وأخلتف قادة الانقلاب على تحديد مصير الإمام، فمنهم من رأى قتله ومنهم من رأي تعيين أخاه "سيف الله" عبد الله بن يحيى حميد الدين. قامت نساء بيت حميد الدين بقص شعورهن وإرسالها في أظرف إلى القبائل كاتبين " ياغارة الله بنات النبي" من باب إثارة حمية القبائل الزيدية للدفاع عن أعراض بنات بني هاشم الذي تنتمي إليهم الأسرة الحاكمة أو كما هو متعارف عليه، فشنت القبائل هجوماً على تعز وأفشلت مخطط الضباط واعتقل أحمد الثلايا و"حوكم" في ملعب لكرة القدم في المدينة وحكم عليه بالإعدام قال حينها جملته المشهورة: "قبحت من شعب أردت لك الحياة فأردت لي الموت" وسجن الإمام كل من: علي محمد السنيدار وأحمد المروني ومحمد الفسيل وصالح السنيدار وحسن العمري وعبدالسلام صبرة وكل هؤلاء كان لهم أداور قيادية في ثورة 1962.

### ثورة 26 سبتمبر 1962

من قيادات ثورة 1962 عبد الرحمن البيضاني

قامت ثورة أخرى في 26 سبتمبر 1962 استطاعت إسقاط المملكة المتوكلية وتدخل فيها الجيش المصري لصالح الثوار. وقفت السعودية والأردن وبريطانيا إلى جانب الإمام البدر  قامت بالثورة لأن الحكم الإمامي أبقى شمال اليمن معزولا عن العالم الخارجي فلا كهرباء ولا بنية تحتية للبلاد إضافة أن عددا كبيرا من ضباط الجيش زار مصر والعراق وسائهم تخلف اليمن مقارنة بتلك الدول أخرج الإمام أحمد الضباط من السجون وعينهم في مناصب قيادية أملا في طي صفحة إنقلاب 1955. وبدأ الضباط وعدد من رجال القبائل مثل سنان أبو لحوم بتشكيل خلايا وأول عملية نفذوها كانت محالة إغتيال الإمام أحمد 1961 على يد عبد الله اللقية ومحمد العلفي ومحسن الهندوانة في الحديدة  واستمرت المناوشات وطلب الضباط دعما من جمال عبد الناصر الذي رد قائلا :" نبارك خطواتكم وسنكون مستعدين لدعم الثورة اليمنية". خشيت السعودية من المد الناصري فأرسلت أموال وأسلحة لدعم القبائل الموالية للإمام البدر  واشترك إلى جانب الملكيين قوات من المرتزقة من جنسيات مختلفة  شكل انسحاب الجيش المصري بعد النكسة عام 1967 ضربة للجمهوريين فحوصروا في صنعاء فيما عرف بحصار السبعين ورغم تفوق الملكيين والإمدادات التي لا تنقطع، انتصر الجمهوريون وكان من شأن ذلك إعتراف السعودية بالجمهورية العربية اليمنية 

### التسلسل التاريخي للتطورات السياسية
| التاريخ     | العام       | الحدث |
| ----------- | ----------- | --- |
|             | 1918        | استقلال شمال اليمن من الدولة العثمانية وتأسيس الإمام يحيى حميد الدين للمملكة المتوكلية اليمنية. |
| فبراير      | 1948        | قيام «ثورة الدستور» واغتيال الإمام يحيى حميد الدين، وتولي نجله الحكم وقمع الثورة وإعدام قادتها. |
| مارس        | 1955        | قيام «إنقلاب 1955» بقيادة المقدم أحمد الثلايا ضد الإمام أحمد ومحاصرة قصره في تعز، والقبائل تهاجم المدينة وتفشل الإنقلاب وأعدام الثلايا وضباط الإنقلاب.                                                                                    |
| يوليو       | 1959        | قيام «تمرد 1959 في اليمن» من عدد من مشائخ حاشد وقادة من الجيش ضد الإمام أحمد يحيى حميد الدين الذي كان يتعالج في إيطاليا، بدعم من نجله البدر، ولكن فشل التمرد بعد أن عاد الإمام أحمد من رحلته وألقى خطاب في الحديدة هدد فيه قادة الإنقلاب. |
| مارس        | 1961        | «محاولة اغتيال الإمام أحمد 1961» في مستشفى الحديدة يقوم بها الضباط الأحرار «العلفي - واللقية - والهندوانة». |
| 26 سبتمبر   | 1962        | تفجير «ثورة 26 سبتمبر» على أيدي «الضباط الأحرار» ضد الحكم الإمامي بمساعدة من مصر وقتل الإمام أحمد وقيام الجمهورية العربية اليمنية برئاسة عبد الله السلال.                                                                                 |
| 1962 - 1970 | 1962 - 1970 | حرب أهلية بين الجمهوريين الذين تساندهم مصر والملكيين الذين تساندهم السعودية. |
| سبتمبر      | 1972        | اشتباكات حدودية في "حرب 1972 اليمنية" بين الجمهورية العربية اليمنية وجمهورية اليمن الديمقراطية الشعبية، والتوصل إلى إتفاق القاهرة 1972 لوقف إطلاق النار بوساطة الجامعة العربية.                                                           |
| 5 نوفمبر    | 1967        | انقلاب ضد المشير عبد الله السلال أثناء زيارته للعراق، وتشكيل مجلس رئاسي من ثلاثة أمناء، برئاسة القاضي عبد الرحمن الإرياني. |
| 13 يونيو    | 1974        | إنقلاب أبيض على القاضي الإرياني وتولي السلطة مجلس عسكري مكون من سبعة عقداء برئاسة المقدم إبراهيم الحمدي. |
| 11 أكتوبر   | 1977        | اغتيال إبراهيم الحمدي، وتولي أحمد حسين الغشمي السلطة لأقل من عام. |
| يونيو       | 1978        | اغتيال أحمد حسين الغشمي بحقيبة مفخخة، وتولي عبد الكريم العرشي رئاسة الجمهورية. |
| 18 يوليو    | 1978        | تنحي عبد الكريم العرشي عن الرئاسة وتولي علي عبد الله صالح السلطة. |
| مارس        | 1979        | تجدد القتال في «حرب 1979 اليمنية» بين شمال اليمن وجنوبه. |
| 22 مايو     | 1990        | توقيع اتفاقية الوحدة مع اليمن الجنوبي. |

## النزاعات بين الشمال والجنوب
خلافا لألمانيا الشرقية والغربية أو كوريا الشمالية والجنوبية، كانت العلاقة بين شطري اليمن ودية نسبيا. كانت هناك مناوشات قصيرة بين الدولتين في 1972 و1979.

### الوحدة

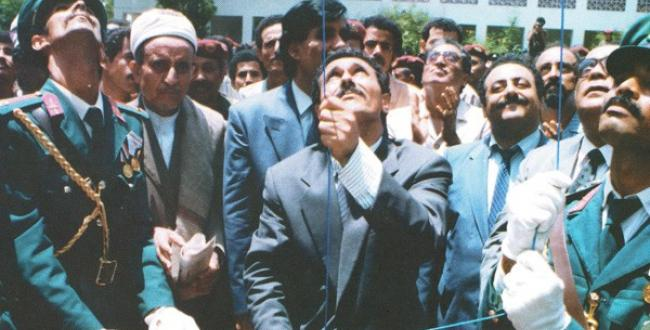
علي عبد الله صالح يرفع العلم اليمني في عدن في 22 مايو 1990 ويظهر خلفه علي سالم البيض

تم توقيع اتفاقية القاهرة بين البلدين في 28 أكتوبر 1972 وأتفقوا على عدة خطوات تأسيسية للوحدة تم إلغاء الاتفاقية من قبل شمال اليمن لمخاوف من نهج الإشتراكية المتبع في الجنوب  تم عقد اتفاق آخر في الكويت عام 1979 بين علي عبد الله صالح وعبد الفتاح إسماعيل نص على وحدة فيدرالية بين الشطرين، حكومة في صنعاء وأخرى في عدن  في نوفمبر عام 1989 وقع علي عبد الله صالح وعلي سالم البيض اتفاقية تقضي بإقامة حدود منزوعة السلاح بين البلدين والسماح للمواطنين اليمنيين بالتنقل بين الدولتين باستعمال بطاقة الهوية تم إعلان الوحدة رسميا في 22 مايو 1990 واعتبار علي عبد الله صالح رئيسا للبلاد وعلي سالم البيض رئيسا للوزراء.

### حرب 1994
قامت حرب أهلية بين شهري مايو ويوليو بين الحكومة اليمنية والحزب الاشتراكي اليمني خلفت ما بين 7000 - 1000 قتيل  شعر الجنوبيون أن البرلمان المنتخب لا يمثلهم كون الأغلبية من المحافظات الشمالية لليمن  اشتبكت القوات وقدم أنصارعلي ناصر محمد الجنوبيين الدعم للقوات الحكومية والقبائل واشترك في الحرب الأحزاب الإسلامية في الجنوب المعادية للحزب الإشتراكي دعمت السعودية الحزب الإشتراكي خلال الحرب على الرغم من موقفها المعلن والمعروف من هذه التوجهات السياسية

### الحوثيين
اشتعلت شرارة الحرب بين الحكومة اليمنية والحوثيين عندما اتهمتهم الحكومة بإنشاء تنظيم مسلح وقامت بتوقيف حسين الحوثي في يونيو 2004. اشتبك أنصاره مع القوات الحكومية وخلفت المواجهات 86 قتيل من طرف الحوثيين و32 من طرف الجيش واستمرت المواجهات إلى 10 سبمتبر حين قتل حسين الحوثي  في غارة شنتها القوات اليمنية ومنذ ذلك الحين وعبد الملك الحوثي يتزعم الجماعة، واعتبر والده بدر الدين الحوثي زعيما روحيا لها. جلب الصراع اهتماما دوليا في 3 نوفمبر 2009 عندما شنت القوات السعودية هجوما على مقاتلين حوثيين سيطروا على جبل الدخان في منطقة جازان جنوب غربي البلاد متهمة الحكومة السعودية بدعم النظام اليمني ماليا وإستراتيجيا عن طريق السماح للقوات اليمنية باستعمال الأراضي السعودية كقاعدة لعملياته 
وتتهم الحكومات اليمنية والسعودية إيران بدعم المتمردين ماليا وعسكريا في شمال غربي البلاد وقال يحيى الحوثي في لقاء مع صحيفة "تاغيس تساتونغ" الألمانية أن النظام اليمني يستعمل إيران لصرف الإنتباه عن الدور السعودي في البلاد  وطالت الحركة عدة اتهامات من الإعلام السعودي وفقهاء زيدية وسلفية في اليمن ما شأنه أنهم تحولوا عن المذهب الزيدي إلى إثنا عشرية. نشرت وثائق ويكيليكس برقية للسفير الأمريكي مفادها أن الحوثيين يحصلون على سلاحهم في السوق السوداء في اليمن ومن عناصر من الجيش اليمني  يسيطر الحوثيون حاليا على كامل محافظة صعدة مديريات حرف سفيان وشهارة وحوث في محافظة عمران و40% من محافظة حجة وغالب محافظة الجوف 

### أحداث ثورة الشباب 2011
قامت مظاهرات شعبية على غرار الثورة التونسية وزادت حدتها بعد ثورة 25 يناير المصرية  خرج المتظاهرون للتنديد بالبطالة  والفساد الحكومي وعدد من التعديلات الدستورية التي كان ينويها علي عبد الله صالح  مؤشر التنمية البشريةمنخفض جدا في اليمن، إذ تحتل البلاد المرتبة 133 من 169 دولة يشملها التقرير والحكومة يمنية هي أكثر الحكومات فسادا سياسيا وعسكريا واقتصاديا جاء ترتيب اليمن في المرتبة 164 من 182 دولة شملها تقرير الشفافية الدولية لعام 2011 المعني بالفساد، ولا تتجاوزه دول عربية أخرى سوى العراق والصومال  حكم علي عبد الله صالح اليمن لمدة 33 سنة وأستأثر أقاربه وأبناء منطقته بمناصب مهمة وحساسة في الدولة وصنف اليمن كدولة فاشلة واحتل المرتبة 13 من قبل مؤسسة صندوق دعم السلام المعني بتصنيف فشل الدول وكانت إحصاءات اليمن كالتالي (المقياس من واحد إلى عشر وكل ما إزداد الرقم كل مازاد الفشل) :
| الضغط السكاني | اللاجئون والمصابون بإعاقة مستديمة | مجموعات مظلومة | المهجرون | تفاوت التنمية | الهبوط الاقتصادي | شرعية الحكومة | الخدمات العامة | حقوق الإنسان | مركزية الدولة | تزايد النخب | تدخلات خارجية |
| ------------- | --------------------------------- | -------------- | -------- | ------------- | ---------------- | ------------- | -------------- | ------------ | ------------- | ----------- | ------------- |
| 8.7           | 8.4                               | 8.6            | 6.9      | 8.3           | 7.7              | 8.6           | 8.7            | 7.7          | 9.3           | 9.3         | 8.2           |

- شرح الجدول :

صورة العام لمتظاهر يمني مصاب بعدسة صاموئيل آراندا لصحيفة النيويورك تايمز

1. الضغط السكاني : ويحلل تعامل الحكومة مع الزيادة والكثافة السكانية ومتطلبات الغذاء.[56]
2. اللاجئون والمصابون بإعاقة مستديمة : يحلل دور الحكومة في إزدياد اللاجئين والمصابين بإعاقات نتاج نزاعات أو اضطهاد.[57]
3. مجموعات مظلومة:يحلل تورط الحكومة في قضايا تمييز وإقصاء لفئات معينة.[58]
4. المهجرون :يحلل أعداد المهاجرين من البلد من المتعلمين الذين يهاجرون طوعا بحثا عن فرص حياة أفضل بالخارج[59]
5. تفاوت التنمية : يحلل توازن التنمية بين مناطق البلد[60]
6. الهبوط الاقتصادي : يقيس مدى التدهور الاقتصادي للبلد بشكل عام وتأثيره على المواطنين[61]
7. شرعية الحكومة : يقيس معدل الفساد وسيطرة نخبة على مقدرات البلد ومدى شفافية الأجهزة الحكومية.[62]
8. الخدمات العامة : غياب أساسيات الخدمات العامة من تعليم ومواصلات وأمن يحمي المواطنون بدلا من اعتبار الخدمات إمتيازات لطبقة معينة [63]
9. حقوق الإنسان :مدى تفشي الاستبداد أو الحكم العسكري ومامدى تأثير القوانين على سير الأمور في البلاد. فيتم قياس الإلتزام بنصوص الدستور أو التخلي عنها أو التلاعب بها.[64]
10. مركزية الدولة:يقيس مدى قدرة الدولة على التحكم بأراضيها وبسط نفوذها وما إذا كان يوجد دول داخل الدولة[65]
11. تزايد النخب : إزدياد أعداد النخب المقربة من الحاكم وحصر المناصب والإمتيازات لمجموعة عرقية/دينية/ قبلية معينة ومدى استعمالهم للشعارات للتأثير على العواطف [66]
12. تدخلات خارجية :مدى استقلالية قرارات الدولة عن التأثير الخارجي سواء من دولة أخرى أو جيش معاد ومدى تأثير الداعمين على قرارات الدولة ومدى اعتمادها على الدعم الخارجي[67]

خرج ما يقارب 16,000 متظاهر في 27 يناير تنديدا بالأوضاع الاقتصادية والسياسية للبلاد وأعلن صالح أنه لن يرشح نفسه لفترة رئاسية جديدة ولن يورث الحكم لإبنه أحمد في 2 فبراير  تظاهر 20,000 شخص في الميادين العامة مطالبة بتنحي صالح دون شروط  في بدايات شهر مارس، بدأ الأمن المركزي باستعمال العنف ضد المتظاهرين، فقتل ثلاثة أشخاص في صنعاء وشخص في المكلا وفي 18 مارس، قتل 52 شخص برصاص قناصة ورغم أن اليمن من أكثر بلدان العالم تسلحا، حاول الثوار المحافظة على سلمية ثورتهم قدر المستطاع ولم يشكل الطلبة والشباب الذين كانوا لب الإحتجاجات أي ميليشيات مسلحة للتصدي لقوات الأمن المركزي كان غالب المظاهرات يحدث يوم الجمعة وفي فبراير وبعد الانتخابات الرئاسية اليمنية 2012 والتي فاز بها المرشح الوحيد الرئيس الحالي عبد ربه منصور هادي، هدأت المظاهرات التي استمرت سنة وشهرا كاملا وقتل 2,000 و22,000 جرح وسجن 1,000 متظاهر وتعرض للتعذيب ولا زالت بعض الإحتجاجات والإعتصامات مستمرة التي ترى أنه لم يتم تحقيق مطالب الثورة بعد.
من أهم الأحداث التي رافقت ثورة الشباب اليمنية هي مجزرة جمعة الكرامة، محاولة اغتيال علي صالح، محرقة ساحة الحرية بتعز، مسيرة ملعب الثورة بصنعاء، المبادرة الخليجية، مجزرة جولة كنتاكي وو من المتوقع أن تقام انتخابات رئاسية وبرلمانية في 2014

### انقلاب 2014
سيطر الحوثيون على صنعاء في 21 سبتمبر 2014 بمساعدة من قوات الحرس الجمهوري والقوات الخاصة اليمنية المرتبطة بعلي عبد الله صالح، واتهم عبد الملك الحوثي في أكثر من خطاب الرئيس هادي بالفساد ودعم الإرهاب، وهاجم الحوثيون منزل الرئيس هادي في 19 يناير 2015 بعد اشتباكات مع الحرس الرئاسي، وحاصروا القصر الجمهوري الذي يقيم فيه رئيس الوزراء،  واقتحموا معسكرات للجيش ومجمع دار الرئاسة، ومعسكرات الصواريخ.
طالب عبد الملك الحوثي في 20 يناير بعدة نقاط تتعلق بمسودة الدستور وتنفيذ الشراكة ومعالجة الأوضاع في مأرب واستجاب هادي لمطالب الحوثي، وتم الاتفاق مع الحوثيين مقابل إطلاق سراح أحمد عوض بن مبارك وأن ينسحب الحوثيون من دار الرئاسة والقصر الجمهوري ومن معسكر الصواريخ. ولم يلتزم الحوثيين بأي من بنود الاتفاق.
قام الحوثيون بتعيين محافظين عن طريق المؤتمر الشعبي العام في المجالس المحلية، واقتحموا مقرات وسائل الإعلام الحكومية وسخروها لنشر الترويج ودعايات ضد خصومهم، واقتحموا مقرات شركات نفطية وغيروا طاقم الإدارة وعينوا مواليين لهم، وتواردت أنباء عن ضغوطات مارسوها على الرئيس هادي نائباً للرئيس منهم. طالبوا بمنصب نائب الرئيس، ونائب رئيس الوزراء، نائب الأمين العام لمجلس الوزراء، نائب مدير مكتب الرئيس ورئيس أو نائب رئيس الأمن السياسي، ومنصب وكيل أو نائب وكيل الأمن القومي، ورئيس أو نائب رئيس مجلس الشورى، ورئيس لجنة الحدود واللجان الرقابية، ورئاسة الجهاز المركزي للرقابة والمحاسبة، ونائب محافظ البنك المركزي، ورئاسة هيئة التأمينات والمعاشات، ورئاسة الخطوط الجوية اليمنية، ورئاسة الهيئة العامة للصناعات الدوائية، بالإضافة إلى مناصب الأمين العام لمجلس النواب ودائرة الشؤون المالية والإدارية. وسعوا لتعيين شخص منهم في منصب نائب وزير في أغلب الوزارات، إضافة إلى دائرتي المالية والرقابة عن كل وزارة، وجميع إدارات الرقابة والتفتيش في جميع الوزارات والهيئات والمؤسسات والبنوك الحكومية.
قدم الرئيس عبد ربه منصور هادي ورئيس الوزراء خالد بحاح استقالاتهم في 22 يناير، ولم يعقد البرلمان جلسة لقبول الاستقالة أو رفضها حسب ما ينص عليه الدستور،  وأعلن الحوثيون بيان أسموه بالـ"إعلان الدستوري" في 6 فبراير، وقاموا بإعلان حل البرلمان،  وتمكين "اللجنة الثورية" بقيادة محمد علي الحوثي لقيادة البلاد. وبالرغم من النجاحات العسكرية والتحالف مع حزب المؤتمر الشعبي العام، إلا أن الانقلاب واجه معارضة داخلية ودولية واسعة.
وظل الرئيس المستقيل هادي ورئيس الوزراء قيد الإقامة الجبرية التي فرضها مسلحون حوثيون منذ استقالته، واستطاع هادي الفرار من الإقامة الجبرية، وأتجه إلى عدن في 21 فبراير،  ومنها تراجع هادي عن استقالته في رسالة وجهها للبرلمان، وأعلن أن انقلاب الحوثيين غير شرعي. وقال "أن جميع القرارات التي أتخذت من 21 سبتمبر باطلة ولا شرعية لها"، وهو تاريخ احتلال صنعاء من قبل ميليشيات الحوثيين.
وفي عدن اندلعت اشتباكات عسكرية مع قوات أمنية مرتبطة بعلي عبد الله صالح مدعومة بالحوثيين وأخرى مؤيدة للرئيس هادي،  واستعادت القوات التابعة للرئيس السيطرة على مطار عدن الدولي في 19 مارس،  وانسحبت قوات الأمن من مدينة الحوطة بمحافظة لحج وأجلت أمريكا نحو 100 جنديا في 21 مارس كانوا متواجدين في قاعدة العند الجوية بمحافظة لحج. وتوجه الحوثيون مدعومين بقوات تابعة للحرس الجمهوري المنحل التابع لعلي عبد الله صالح صوب محافظة عدن وسيطروا على قاعدة العند الجوية التي تبعد 60 كيلومترا عن مدينة عدن.
وقدم وزير الخارجية رياض ياسين عبدالله برسالة من الرئيس هادي لمجلس التعاون الخليجي يطلب تدخلها لصد الحوثيين من التقدم نحو عدن بعد إعلان الحرب عليه من قبل الحوثيين  وكانت المملكة العربية السعودية بدأت بحشد قواتها العسكرية على حدود اليمن في أواخر مارس 2015. بعد عرض عسكري ومناورات أجراها الحوثيون على الحدود اليمنية السعودية.

## ملاحظة
1. ↑  لم تكن نجران خاضعة للأدارسة بل لعدد من المكارمة الإسماعيليين

## وصلات خارجية
- The Birth of Modern Yemen, Brian Whitaker, 2009, "An e-book by Brian Whitaker exploring Yemen's political development since unification of north and south in 1990"
- قصة اليمن، قصة الإسلام